# Stazione di Casoria-Afragola
Stazione di Casoria-Afragola vasútállomás Olaszországban, Casoria településen.

## Vasútvonalak
Az állomást az alábbi vasútvonalak érintik:
- Róma–Formia–Nápoly-vasútvonal
- Nápoly–Foggia-vasútvonal

## Kapcsolódó állomások
A vasútállomáshoz az alábbi állomások vannak a legközelebb:
- Stazione di Frattamaggiore-Grumo Nevano
- Stazione di Napoli Centrale